# Erich Eliskases
Erich Eliskases (Innsbruck, 1913. február 15. – Córdoba (Argentína), 1997. február 2.) osztrák, német és argentin állampolgárságú sakkozó, nemzetközi nagymester, a magyar, az osztrák és a német sakkbajnokság győztese, osztrák, német és argentin színekben sakkolimpikon, sakkolimpiai bajnok. Az 1930-as 1940-es években a világ legjobb sakkozói között tartották számon.

## Élete
Az Osztrák-Magyar Monarchia idején született, az anschluss idején automatikusan német állampolgár lett, így vett részt az aranyérmet szerzett német válogatottban az 1939-es sakkolimpián. Az olimpia után nem tért vissza Európába, hanem előbb Brazíliában, majd Argentínában élt, ahol állampolgárságot kapott.
1954. május 18-án Córdobában megházasodott, felesége az argentin Maria Esther Almedo. Egy fiuk született: Carlos Enrico. 1976-ban megpróbált visszatérni Ausztriába, Tirolban telepedett le, de felesége nem bírta a klímát, és visszatértek Argentínába. Itt érte a halál 1997-ben.

## Sakkpályafutása
12 éves korában tanult meg sakkozni, és 14 évesen már a Schlechter Sakk-klub bajnoka, 15 évesen Tirol bajnoka, 16 éves korában Ausztria nemzeti bajnoka lett.
Három nemzeti válogatott tagjaként összesen kilenc sakkolimpián vett részt, amelyeken csapatban összesen 1 arany, 1 ezüst és 1 bronzérmet, egyéniben 1 aranyérmet szerzett.
1930-ban, 1993-ban és 1935-ben, valamint az 1936-os nemhivatalos sakkolimpián Ausztria válogatottjában szerepelt. 1935-ben tábláján a mezőny legjobb eredményét érte el.
Az 1939-es sakkolimpián az aranyérmet szerzett német válogatott első táblása, egyéni eredménye a 4. legjobb volt a mezőnyben.
1952-ben, 1958-ban, 1960-ban és 1964-ben az argentin válogatott tagjaként szerepelt a sakkolimpiákon, ahol csapatban 1952-ben ezüst, 1958-ban bronzérmet szerzett.
Az 1929-ben szerzett osztrák bajnoki címe mellé 1934-ben megszerezte a magyar bajnoki, 1938-ban és 1939-ben a német bajnoki címet is.
1932-ben, 1936-ban és 1937-ben párosmérkőzést játszott a világ legerősebb sakkozói közé tartozó Rudolf Spielmann ellen, és mindhárom alkalommal legyőzte őt, kétszer 5,5-4,5, egyszer 6-4 arányban. 1939-ben 11,5-8,5 arányban győzött Jefim Bogoljubov ellen, aki korábban egy ideig a világranglista élén is állt.
1950-ben kapta meg a nemzetközi mesteri címet, és 1952-ben szerezte meg a nemzetközi nagymesteri fokozatot. Ez utóbbit az 1952-ben Saltsjöbadenben rendezett sakkvilágbajnoki zónaközi döntőn elért eredményéért, ahol a 21 résztvevőből a 10. helyet szerezte meg.
Sakkelméleti újítása a francia védelem Eliskases-változata, amelyet Paul Keres ellen játszott először 1948-ban.
Neves levelezési sakkjátékos is volt. Aktív időszakában 75% fölötti eredményességgel játszott.

## Kiemelkedő versenyeredményei
- 1929: 1-2. helyezés, Ausztria bajnoksága
- 1930: 2. helyezés (Ebensee)
- 1932: 3-4. helyezés (Bécs)
- 1933: 2-3. helyezés (Ebensee)
- 1933: 2-4. helyezés (Ostrava)
- 1934: 1. helyezés (Budapest), magyar bajnokság
- 1934: 1-2. helyezés (Linz)
- 1935: 1-2. helyezés (Bécs)
- 1935: 2-3. helyezés (Bad Neuheim)
- 1936: 1. helyezés (Zürich)
- 1936: 1. helyezés (Swinemünde)
- 1936/37: 3. helyezés (Hastings)
- 1937: 1-2. helyezés (Birmingham)
- 1938: 1. helyezés (Bad Einhausen), német bajnokság
- 1938: 1-2. helyezés (Krefeld)
- 1938: 1-2. helyezés (Elster)
- 1938: 1-2. helyezés (Milano)
- 1938: 1. helyezés (Nordwijk aan See)
- 1939: 1. helyezés (Bad Einhausen), német bajnokság
- 1939: 1. helyezés (Bad Harzburg)
- 1941: 3. helyezés (Mar del Plata)
- 1941: 1-2. helyezés (Sao Paolo)
- 1947: 2-3. helyezés (Mar del Plata)
- 1947: 1. helyezés (Sao Paolo)
- 1947: 3. helyezés (Buenos Aires)
- 1948: 1. helyezés (Mar del Plata)
- 1948: 2-3. helyezés (Sao Paolo)
- 1949: 2-3. helyezés (Mar del Plata)
- 1951: 1-2. helyezés (Mar del Plata), világbajnoki zónaverseny
- 1951: 1. helyezés (Punta del Esta)
- 1952: 2-3. helyezés (Rio de Janeiro)
- 1953: 3. helyezés, Argentína bajnoksága
- 1954: 1. helyezés (Porto Allegre)
- 1955: 3. helyezés, Argentína bajnoksága
- 1956: 2. helyezés (Montevideo)
- 1957: 2. helyezés, Argentína bajnoksága
- 1959: 2. helyezés (Beverwijk)
- 1959: 1-2. helyezés (Córdoba)
- 1976: 3. helyezés (Rovigo)

## Könyvei
- Stellungsspiel (1941 és 2000) ISBN 3-88502-023-8 (németül)